# 捷克經濟文化辦事處
捷克經濟文化辦事處，是捷克政府設立於台灣的官方辦事處。在捷克與中華民國雙方沒有正式外交關係的情況下，辦事處實際上行使大使館的職能。

## 外部連結
- 官方网站